# دیفیتس-شپولدرسهاگن
دیفیتس-شپولدرسهاگن (به آلمانی: Divitz-Spoldershagen) یک شهر در آلمان است که در فرپومرن-روگن واقع شده‌است. دیفیتس-شپولدرسهاگن ۴۷۸ نفر جمعیت دارا است.